# Große Knapsacker Karnevals-Gesellschaft
Die  Große Knapsacker Karnevals-Gesellschaft von 1935 e.V. (nachfolgend GKKG genannt) ist ein Verein im Karneval der Stadt Hürth. Die Vereinsfarben sind Blau – Weiß – Rot. Der Verein ist Mitglied im Bund Deutscher Karneval  und im Karnevalsverband Rhein-Erft 1957 e.V. Trotz großteiliger Auflösung des Ortsteils Hürth-Knapsack als Wohnort, auf Grund von starker Industrieansiedlung, wird die Geschichte des Ortes auch durch die verbliebenen Vereine, wie die GKKG, aufrechterhalten.

## Geschichte
Aus dem Zusammenschluss von damalig ortsansässigen Karnevalsgruppen gründete sich im Januar 1935 die Große Knapsacker Karnevals-Gesellschaft e. V., um einen organisierten Karneval mit Dreigestirn abzuhalten. Noch im gleichen Jahr wurde ein Umzug mit Dreigestirn (Karnevalsprinz: Fritz Schröder) durchgeführt. Finanziert wurde der erste Umzug mit acht Wagen durch Spenden der Knapsacker Geschäftsleute und durch einen Maskenball, bei einem Eintrittspreis/Person von 0,20 Mark. In diesem Zuge wurde auch eine Prinzengarde mit Funke Mariechen (Maria Prior) und ein Festkomitee gegründet. Bereits zum nächsten Jahr wuchs der Verein rasch an, und es wurde zu der Garde, den „Stadtsoldaten“, eine Kindergruppe, die „Kleinen Funken“, gegründet.

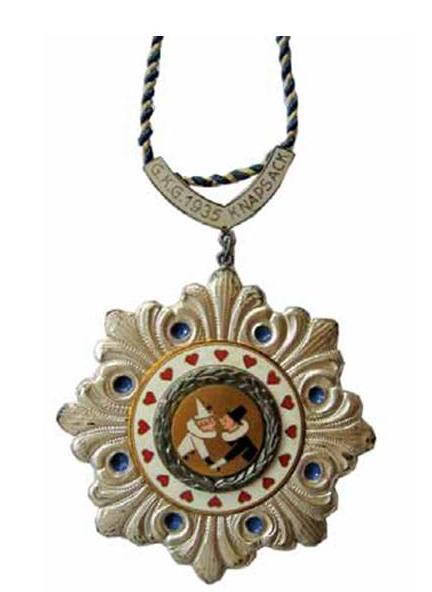
Erster Prinzenorden von 1935

Nachdem 1939 eine Zwangspause durch den Zweiten Weltkrieg erfolgt war, wurde die Vereinstätigkeit 1947 wieder aufgenommen.
Ab 1955 veranstaltete man auch wieder Sitzungen, die ab 1964 unter großem Erfolg im neu gebauten Feierabendhaus der damaligen Knapsack Grießheim AG durchgeführt wurden.
1967 trat die Gesellschaft dem Karnevalsverband Rhein-Erft und somit dem Bund Deutscher Karneval bei.
1971 wurden bereits drei Prunksitzungen im Feierabendhaus durchgeführt.
1973 wurde aufgrund der fortschreitenden Umsiedlung der Bewohner von Knapsack der letzte Karnevalsumzug durchgeführt, der von der GKKG organisiert wurde. Gleichzeitig wurden die ersten Senatoren ernannt.
1977 wurden die Sitzungen auf vier pro Session erhöht.
Ab 1982 schloss man sich dem Karnevalsumzug von Alt-Hürth an.
Ab 1992 wurde die Garde wieder neu belebt und mit Blau-Weiß-Roten Uniformen ausgestattet.
Ab 2004 wurde eine zusätzliche Damensitzung eingeführt, und seit 2006 beteiligt sich die Gesellschaft auch am Umzug in Hürth-Berrenrath als Prinzessinnen-Begleitung.

## Vereinsteile
Die GKKG untergliedert sich in vier Vereinsteile, den Senat, der Garde, den Aktiven Mitgliedern und den Inaktiven Mitgliedern.

### Der Senat
Der Ehrensenat der GKKG wurde 1973 gegründet und besteht aus 21 Ehrensenatoren einschließlich
des Senatspräsidenten, Dr. Clemens Mittelviefhaus (Stand: April 2020). Persönlichkeiten aus Politik, Wirtschaft und
Verwaltungen sind zu Ehrensenatoren berufen worden, die gemeinsam und persönlich die GKKG beratend und fördernd begleiten.

### Die Garde
Die Garde der GKKG besteht aus Gardisten, sowie einem Tanzpaar (Regimentstochter und Tanzoffizier). Eine tanzende Gardeeinheit wird durch Mitglieder der Gardisten gebildet. Geführt wird die Garde durch die Kommandantur (Kommandant, Stlv. Kommandant, Spieß).

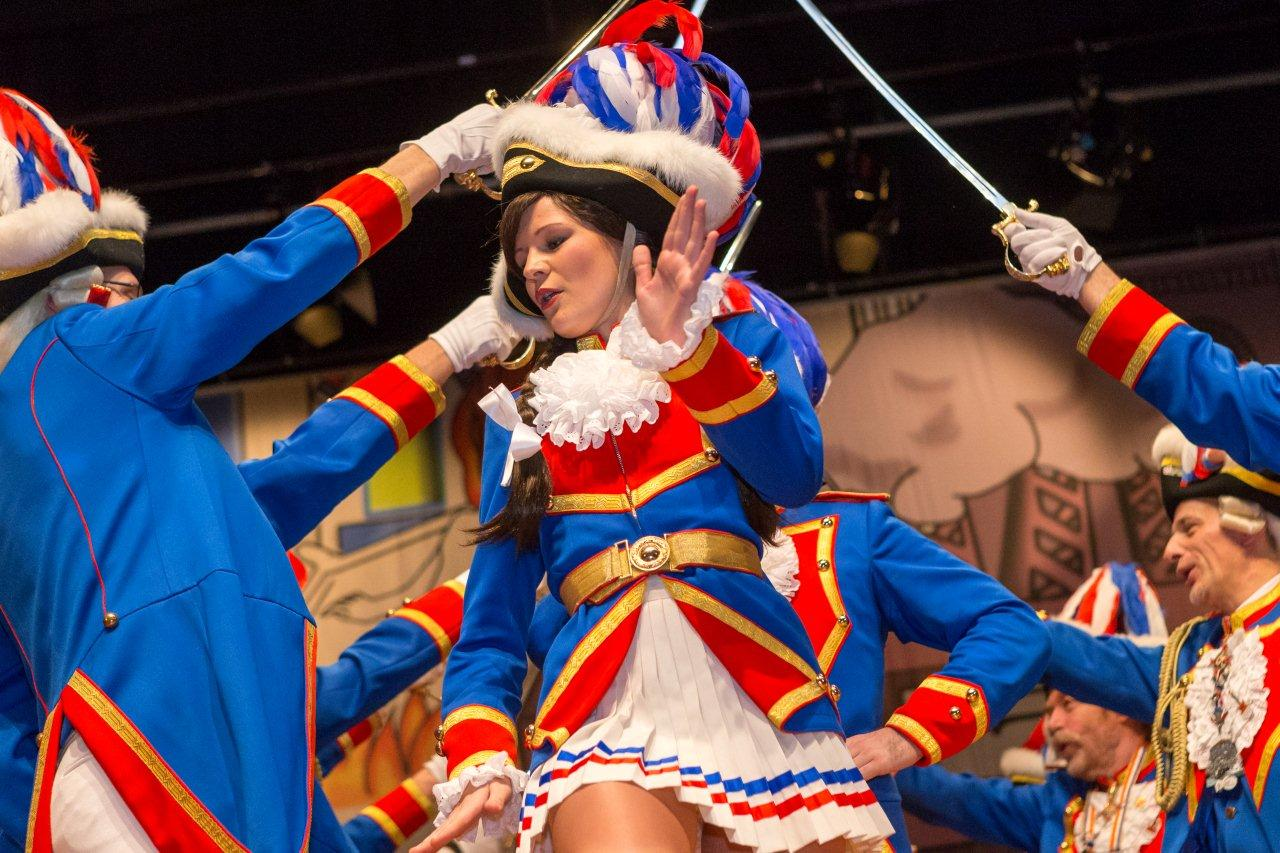

### Die aktiven Mitglieder
Mit Stand August 2024 verfügt die GKKG über 81 aktive Mitglieder, die sich in vielen Bereichen für den Verein engagieren.
Aktive Mitglieder können, müssen aber nicht Mitglied der Garde sein. In diesem Falle tragen die aktiven Mitglieder dann statt der Gardeuniform eine Litewka.

### Die fördernde Mitglieder
Mit Stand August 2024 verfügt die GKKG über 97 fördernde Mitglieder. Diese sind quasi Mitglieder ohne aktive Aufgaben und Uniform oder Litewka.

## Der Vereinsmotto
Der Blau-Wieß-Ruude Knapsacker Staat,
steiht jedes Johr im Fasteleer parat.
Der Lück ze brenge Freud´ un Ihr.
Fastelovend fiere, dat möchte mir!

## Der Veranstaltungsort

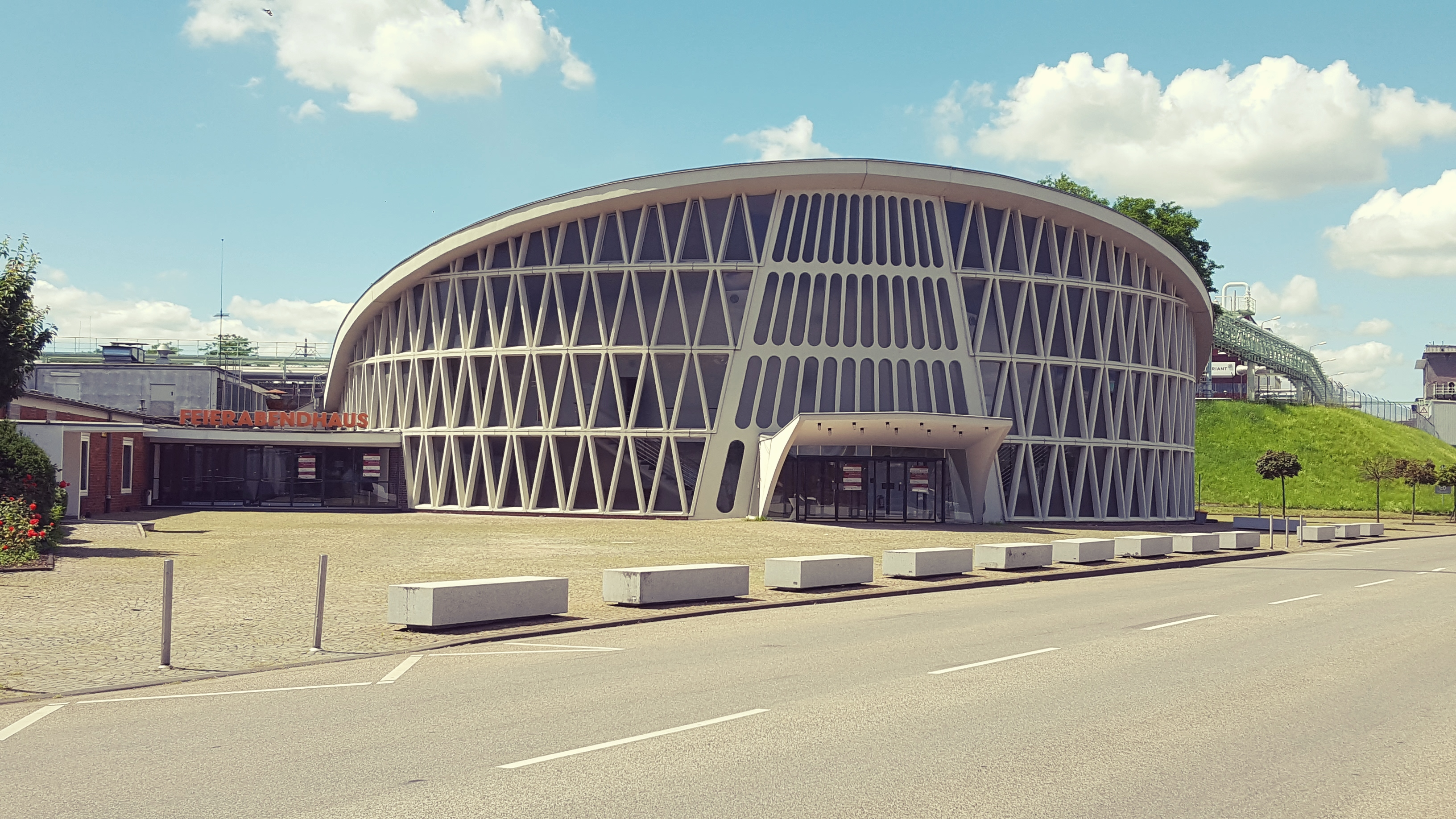
Feierabendhaus Hürth-Knapsack

Der Veranstaltungsort für die derzeit sechs Sitzungen innerhalb der Session (Eine Damensitzung, vier Prunk- und Kostümsitzungen und eine Familiensitzung) ist das im Chemiepark ansässige Feierabendhaus Knapsack, das sogenannte „Wohnzimmer“ des Vereins.